# El Niño (opera)
El Niño is een opera-oratorium van de Amerikaanse minimalistische componist John Adams.
De première was op 15 december 2000 in het Parijse Théâtre du Châtelet en werd uitgevoerd door het Deutsches Symphony Orchestra, de London Voices, het Theatre of Voices, La Maîtrise de Paris en de solisten Dawn Upshaw, Lorraine Hunt Lieberson en Willard White, onder leiding van Kent Nagano. Het werk is sindsdien een aantal malen uitgevoerd, en is op televisie uitgezonden door de BBC.
Het stuk is door Adams omschreven als een "oratorium over de de geboorte van Jezus", gecomponeerd om zowel als concert als op het operatoneel te worden uitgevoerd. Er komen teksten van de King James Bijbel, Wakefield Mystery Plays en gedichten van de Mexicaanse dichter Rosario Castellanos, Adams zelf en librettist Peter Sellars in voor.
De bezetting van El Niño is sopraan, mezzo-sopraan en bariton als solisten, een drietal contratenoren en een orkest van vijfenveertig personen (waarin 2 gitaren een sampling keyboard), een SATB koor en een kinderkoor. In de toneeluitvoering zijn dans- en filmelementen van Peter Sellars verwerkt.
El Niño vertelt het kerstverhaal opnieuw, waarbij het eerste deel zich concentreert op de Maagd Maria en haar gedachten voorafgaan aan de geboorte, en het tweede deel op wat er daarna gebeurt in de stal van Bethlehem, de slachting door Herodes van de onschuldige kinderen en de eerste levensjaren van Jezus. De tekst volgt het traditionele Bijbelverhaal van de geboorte van Jezus, maar er komen ook gedichten in voor van Rosario Castellanos, Sor Juana Inés de la Cruz, Gabriela Mistral en Rubén Dario. Verder bevat het werk passages uit het Wakefield Mystery Play, Martin Luthers kerstpreek, het Evangelie volgens Lucas, en gospels uit de Apocriefen. John Adams heeft ook gedeelten van Gabriela Mistrals "The Christmas Star" en de koorzang "O quam preciosa" van Hildegard von Bingen opgenomen.
Sellars’ productie van El Niño in Parijs is op dvd-video opgenomen.
El Niño bestaat uit twee delen van elf respectievelijk dertien aria’s:

## Deel 1
1. I Sing Of A Maiden
2. Hail, Mary, Gracious!
3. La Anunciación
4. For With God No Thing Shall Be Impossible
5. The Babe Leaped In Her Womb
6. Magnificat
7. Now She Was Sixteen Years Old
8. Joseph's Dream
9. Shake The Heavens
10. Se Habla De Gabriel
11. The Christmas Star

## Deel 2
1. Pues Mi Dios Ha Nacido A Penar
2. When Herod Heard
3. Woe Unto Them That Call Evil Good
4. And The Star Went Before Them
5. The Three Kings
6. And When They Were Departed
7. Dawn Air
8. And He Slew All The Children
9. Memorial De Tiatelolco
10. In The Day Of The great Slaughter
11. Pues Está Tritando
12. Jesus And The Dragons
13. A Palm Tree